# Władysław Marian Zawadzki

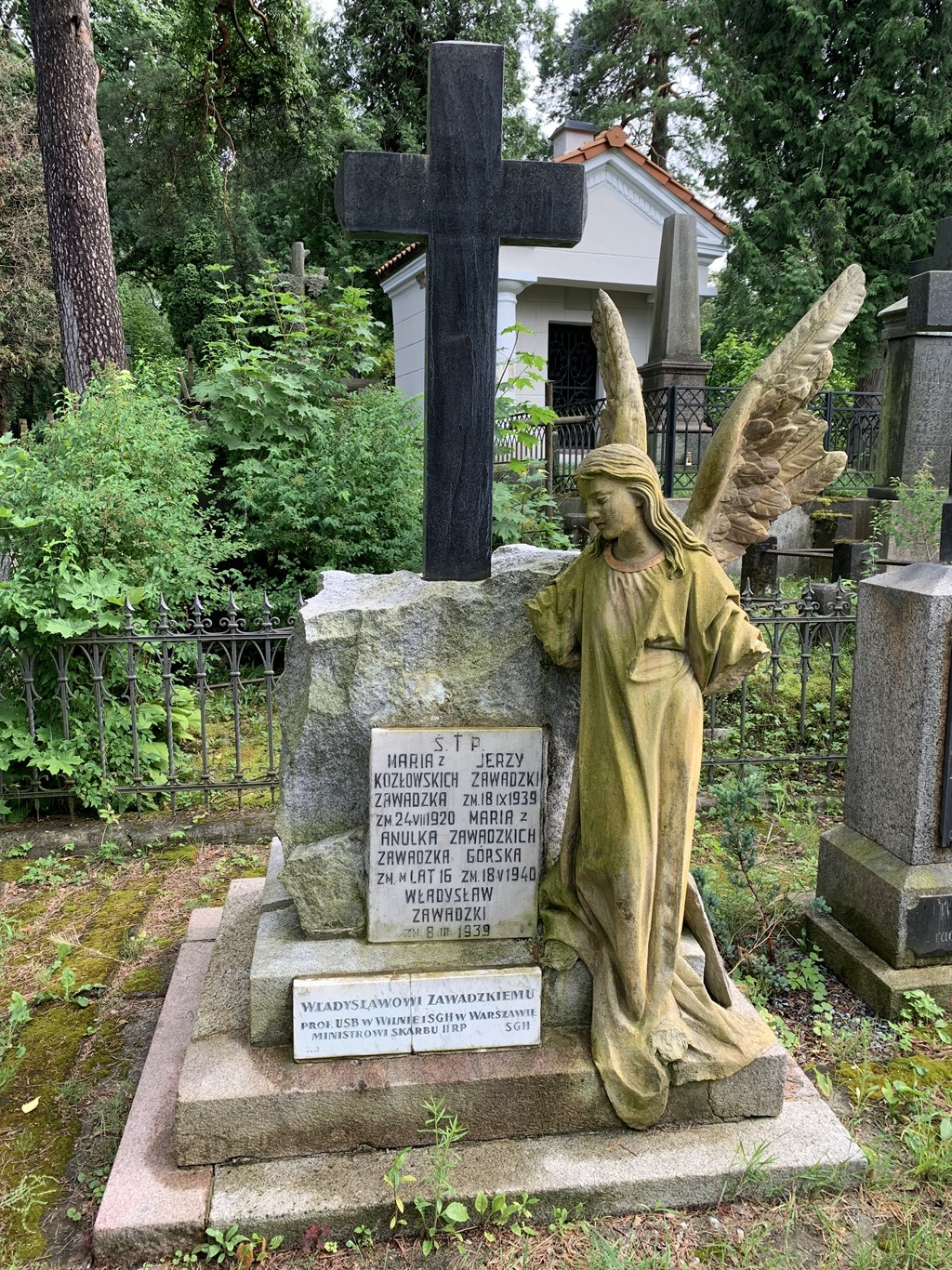
Grób Władysława Zawadzkiego w Wilnie

Władysław Marian Zawadzki (ur. 8 września 1885 w Wilnie, zm. 8 marca 1939 w Warszawie) – polski ekonomista, polityk, działacz państwowy II Rzeczypospolitej.

## Życiorys
Studia odbył w Moskwie, Lipsku, Krakowie i na Ecole des Sciences Politiques w Paryżu. Od 1917 roku wykładał ekonomię na Politechnice Warszawskiej, od 1918 roku również w Wyższej Szkole Handlowej, mianowany członkiem Rady Stanu w 1918 roku, od kwietnia 1919 roku profesor nadzwyczajny ekonomii politycznej na Politechnice Warszawskiej. Od października 1919 mieszkał i pracował w Wilnie. Od 1920 roku profesor zwyczajny. W latach 1919–1931 profesor Uniwersytetu Stefana Batorego w Wilnie.
Od 1905 roku w PPS. W latach 1916–1917 prezes Związku Niepodległości.
W 1918 roku członek Komitetu Polskiego w Wilnie. W 1919 roku w misji do Paryża w celu nawiązania współpracy pomiędzy Naczelnikiem Państwa Józefem Piłsudskim a Komitetem Narodowym Polskim w związku z paryską konferencją pokojową.
Ochotnik w wojnie polsko-bolszewickiej w 1920 roku.
Działacz Stronnictwa Prawicy Narodowej. W 1931 roku wiceminister skarbu, rok później minister bez teki, w latach 1932–1935 minister skarbu w kolejnych gabinetach. Od 1936 roku profesor Szkoły Głównej Handlowej. W latach 1929–1930 był radcą Izby Przemysłowo-Handlowej w Wilnie z nominacji Ministra Przemysłu i Handlu.
Pozostawił Dziennik, opublikowany w 2010 roku nakładem wydawnictwa „Historia Iagellonica”.
Spoczywa na cmentarzu parafii kościoła św. Piotra i Pawła na Antokolu w Wilnie (sektor 9, rząd nr 91, kwatera grobów rodziny Zawadzkich).

## Główne prace
Opublikował liczne książki, broszury i artykuły, m.in.:
- „Zastosowanie matematyki do ekonomji politycznej” (1914, również po francusku),
- „Wartość i cena, wypisy ekonomiczne” (1919),
- „Teorja produkcji” (1923),
- „O potrzebach w obrębie ekonomii politycznej” Nauka Polska, t. X. 1928

## Ordery i odznaczenia
- Krzyż Komandorski Orderu Odrodzenia Polski (22 października 1929)[5][6][7]
- Krzyż Niepodległości (1933)[7]
- Krzyż Wielki Orderu Gwiazdy Rumunii (Rumunia)[7]